# Avril Lavigne
Avril Ramona Lavigne, född 27 september 1984 i Belleville i Ontario, är en kanadensisk sångerska, låtskrivare och skådespelerska. Hon föddes i Belleville men flyttade som fyraåring med familjen till Napanee i samma provins, där hon sedan växte upp. Vid 15 års ålder gjorde hon ett scenuppträdande med Shania Twain och året därpå skrev hon på ett kontrakt för två album med Arista Records värt mer än 2 miljoner dollar. 2002, 17 år gammal, gav sig Lavigne in i musikbranschen med sitt debutalbum Let Go och kom snart att bli en av de mest populära poppunk-artisterna, vilket befäste hennes anseende av en ‘skater punk’-persona och "poppunk-prinsessa". Sedan debutalbumet har hon sålt över 30 miljoner album och 50 miljoner singlar världen runt.
Let Go gjorde Lavigne till den yngsta kvinnliga artisten att uppnå en förstaplats i Storbritannien och albumet har sålt platina fyra gånger i USA enligt RIAA. 2009 uppskattade man 18 miljoner sålda exemplar. Hennes genombrottssingel, "Complicated", toppade listorna i många länder världen runt tillika Let Go. Låten handlar om livet, falska människor och relationer. Hennes andra album, Under My Skin, utkom 2004 och innebar hennes första listetta på amerikanska Billboard 200. Skivan, som präglas av ett tämligen tyngre och grungeinfluerat sound, har senare sålts i 10 miljoner exemplar världen runt. Lavigne har haft totalt fem internationella singelettor med låtarna "Complicated", "Sk8er Boi", "I'm with You", "My Happy Ending" och "Girlfriend".
Utöver musikkarriären har Lavigne haft ett par mindre filmroller samt designat kläder och parfym. Hon har agerat röstskådespelare åt karaktären Heather i den animerade filmen På andra sidan häcken (2006). Samma år hade hon även rollen som Alice i dramafilmen Fast Food Nation. Lavignes eget klädmärke heter Abbey Dawn och lanserades 2008. Året därpå utkom hennes första parfym, Black Star, som följdes upp av Forbidden Rose 2010 och Wild Rose 2011. I juli 2006 gifte sig Lavigne med Sum 41-sångaren Deryck Whibley. Äktenskapet varade i lite över tre år innan Lavigne i oktober 2009 ansökte om skilsmässa. Whibley och Lavigne har dock fortsatt att arbeta tillsammans; Whibley producerade hennes fjärde album såväl som singeln "Alice", skriven för Tim Burtons film Alice i Underlandet. Den 1 juli 2013 gifte sig Lavigne med Chad Kroeger, sångare i rockbandet Nickelback. Den 2 september 2015 meddelade Avril på Instagram att de två skulle separera. I slutet av 2014 drabbades Avril av Borrelia. Hon var så allvarligt sjuk att hon var sängliggande i fem månader och sjuk i närmare fem år. Efter tillfrisknandet skrev hon låten "Head Above Water" som beskriver hennes kamp under sjukdomstiden.

## Uppväxt och ungdomsår
Avril Ramona Lavigne föddes i Belleville, Ontario. Hon är dotter till Judy, som har engelskt, skotskt och tyskt påbrå, och Jean-Claude Joseph, med franskt påbrå. Hon fick namnet "Avril" av sin far efter det franska ordet för april. Föräldrarna upptäckte hennes sångförmågor när hon som tvååring sjöng "Jesus Loves Me" på vägen hem från kyrkan. Lavigne har en äldre bror, Matthew, och en yngre syster, Michelle, som båda retade henne när hon sjöng. "Min bror brukade knacka på väggen för att jag brukade sjunga mig själv till sömns och han tyckte det var riktigt störande."
När Lavigne var fem år gammal flyttade familjen till Napanee, Ontario, en stad med en folkmängd på omkring 5000. Fastän hon kämpat med ADHD sedan hon var barn och ibland tvingats lämna lektioner på grund av misskötsel, stöttade föräldrarna hennes sjungande. Hennes far köpte henne en mikrofon, ett trumset, en keyboard och flera gitarrer, och gjorde om deras källare till en studio. När Lavigne var 14 år gammal tog föräldrarna henne till karaokeövningar. Lavigne uppträdde också vid countrymässor där hon sjöng låtar av Garth Brooks, Dixie Chicks och Shania Twain. Hon började även skriva egna låtar. Hennes första låt, "Can't Stop Thinking About You", handlade om en tonårskärlek som hon kallade för "charmigt söt".

## Musikkarriär

### 1999–2001: Tidiga framträdanden och skivkontrakt
1999 vann Lavigne en radiotävling för att uppträda med kanadensiska sångerskan Shania Twain vid Corel Centre i Ottawa inför en publik på 20 000 människor. Tillsammans sjöng de Twains låt "What Made You Say That", och Lavigne sa till Twain att hon skulle bli "en känd sångare". Under ett framträdande med Lennox Community Theatre märktes Lavigne av den lokala sångaren Stephen Medd. Han lät henne sjunga på sina låt "Touch the Sky", för albumet Quinte Spirit 1999. Hon sjöng senare på "Temple of Life" och "Two Rivers" som släpptes på hans uppföljaralbum My Window to You år 2000.
I december 1999 upptäcktes Lavigne av hennes första professionella manager, Cliff Fabri, när hon sjöng countrycovers vid en av Chapters bokhandlar i Kingston, Ontario. Fabri skickade VHS-band med Lavignes hemmaframträdanden till flera potentiella arbetsgivare, och Lavigne besöktes av flera företagsledare. Mark Jowett, medgrundare av den kanadensiska managementfirman Nettwerk, fick ett exemplar av Lavignes karaokeframträdande inspelat i hennes föräldrars källare. Jowett styrde upp så att Lavigne fick arbeta med låtskrivaren och producenten Peter Zizzo under sommaren 2000 i New York, där hon skrev låten "Why". Lavigne märktes av Arista Records under en resa till New York.
I november 2000 bjöd A&R-representanten Ken Krongard in Antonio "L.A." Reid till Peter Zizzos studio i Manhattan för att höra Lavigne sjunga. Hennes 15-minuter audition imponerade Reid så mycket att han direkt gav henne ett skivkontrakt med Arista Records värt 1,25 miljoner för två album samt en extra 900 000 dollar i publiceringsförskott. Vid denna period såg Lavigne att hon passade in bra i sin hemstads skatekrets, en image som följde med till hennes första album, men trots att hon tyckte om skateboarding så fick skolan henne att känna sig osäker. Med skivkontrakt och stöd från föräldrarna lämnade hon skolan för att satsa på musikkarriären.

### 2002–03:Let Go

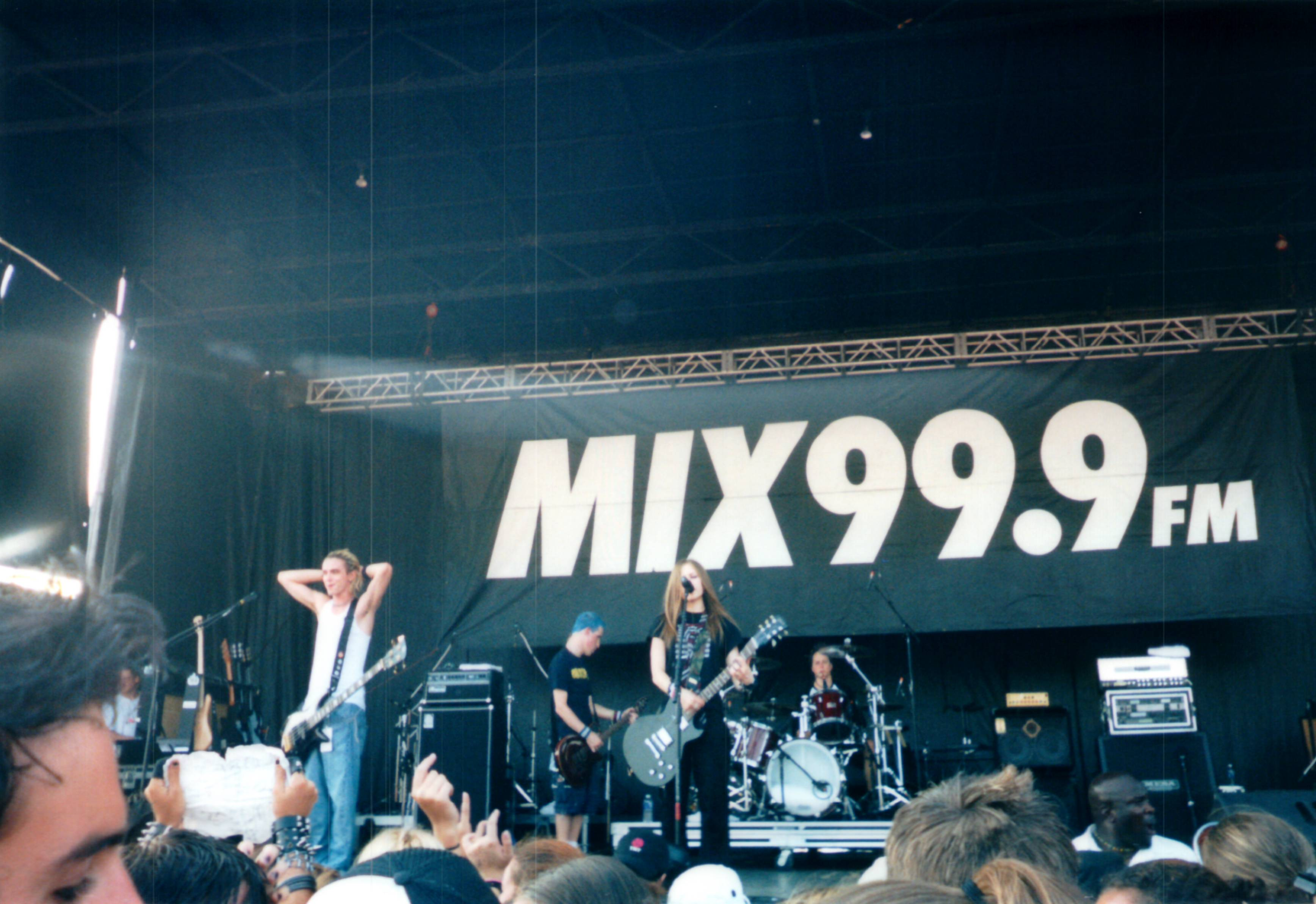
Lavigne uppträder i Toronto i september 2002.

Reid gav A&R Joshua Sarubin ansvaret att övervaka Lavignes utveckling och inspelningen av hennes debutalbum. De tillbringade flera månader i New York där de arbetade med olika låtskrivare för att försöka forma ett individuellt sound för henne. Sarubin berättade för HitQuarters att de till en början hade problem; fastän tidiga samarbeten med låtskrivare och producenter som Sabelle Breer, Curt Frasca och Peter Zizzo resulterade i en del bra låtar så matchade de inte hennes röst. Det var först när Lavigne skapade två låtar med producentgruppen The Matrix i Los Angeles i maj 2001 som skivbolaget kände att hon hade gjort ett större genomslag; en av låtarna var "Complicated", som senare skulle bli hennes debutsingel. Lavigne arbetade vidare med The Matrix och även med musikern Cliff Magness. Inspelningen av Lavignes debutalbum Let Go slutfördes i januari 2002.
Lavigne gav ut Let Go i juni 2002 i USA, där det nådde andraplatsen på albumlistan Billboard 200. Det toppade listorna i Australien, Kanada och Storbritannien, vilket gjorde den då sjuttonåriga Lavigne till den yngsta kvinnliga soloartisten med en albumetta på UK Albums Chart någonsin. Vid slutet av 2002 hade albumet sålt platina fyra gånger enligt RIAA, vilket gjorde henne till årets bäst säljande kvinnliga artist och Let Go till årets toppsäljande debutalbum. Vid maj 2003 hade Let Go sålts i över en miljon exemplar i Kanada och därmed uppnått diamantcertifikat enligt CRIA. Vid 2009 hade albumet sålts i över 16 miljoner exemplar världen runt, och RIAA certifierade albumet sexfaldigt platina för transport av över sex miljoner enheter i USA (det har sålts i 6,8 miljoner exemplar, enligt Nielsen Soundscan).
Lavignes debutsingel, "Complicated", nådde första plats i Australien och andra plats i USA. "Complicated" var en av de bäst säljande kanadensiska singlarna år 2002, och en av årtiondets största hits i USA. Även de efterföljande singlarna "Sk8er Boi" och "I'm with You" nådde topp 10 i USA. Med dessa tre singlar blev Lavigne den andra artisten någonsin med tre listettor från ett debutalbum på Billboards topplista Mainstream Top 40. Lavigne utsågs till bästa nya artist (för "Complicated") vid 2002 års MTV Video Music Awards, vann fyra Juno Awards 2003 av sex nomineringar, fick en World Music Award för 'World's Bestselling Canadian Singer', och var nominerad till åtta Grammy Awards, däribland bästa nya artist och årets låt för "Complicated".
2002 hade Lavigne en cameoroll i musikvideon till "Hundred Million" av poppunkbandet Treble Charger. I mars 2003 prydde Lavigne omslaget till tidningen Rolling Stone, och i maj framförde hon Metallicas låt "Fuel" under MTV Icons hyllning till Metallica. Under hennes första egna turné, Try to Shut Me Up Tour, tolkade hon Green Days "Basket Case".

### 2004–05:Under My Skin

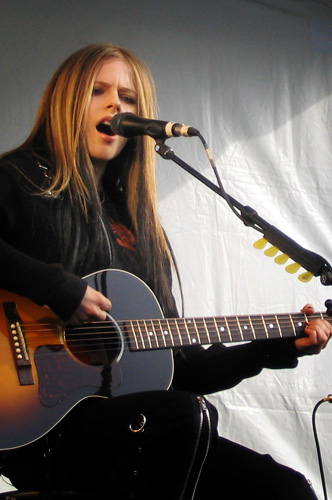
Lavigne under ett akustiskt framträdande i Vancouver 2004.

Lavignes andra studioalbum, Under My Skin, släpptes i maj 2004 och debuterade på förstaplatsen i Australien, Japan, Kanada, Storbritannien och USA. Albumet sålde platina fem gånger i Kanada. Lavigne skrev merparten av låtarna tillsammans med den kanadensiska singer-songwritern Chantal Kreviazuk medan Kreviazuks make Raine Maida, frontfigur i Our Lady Peace, producerade skivan tillsammans med Butch Walker och Don Gilmore. Lavigne menade att Under My Skin tog hennes roll som låtskrivare upp till bevis, att "varje låt kommer från en personlig upplevelse och det är så mycket känslor i de låtarna". Albumets första singel, "Don't Tell Me", nådde topp 5 i Kanada och Storbritannien och topp 10 i Australien. Uppföljarsingeln "My Happy Ending" var en topp 5-hit i Australien och Storbritannien, och gick även in på topp 10 på Billboard Hot 100. Den tredje singeln, "Nobody's Home", tog sig dock inte upp till topp 40 i USA.
I början av 2004 begav sig Lavigne ut på turnén Live and By Surprise Acoustic Mall Tour i USA och Kanada för att marknadsföra Under My Skin, tillsammans med sin gitarrist Evan Taubenfeld. Lavigne var med och skrev låten "Breakaway", som spelades in av Kelly Clarkson för soundtracket till filmen En prinsessas dagbok 2 - kungligt uppdrag 2004. "Breakaway" släpptes på singel i juli 2004 och blev senare titelspåret på Clarksons andra album, Breakaway. I september 2004 framförde Lavigne Goo Goo Dolls-låten "Iris" med bandets sångare John Rzeznik vid Fashion Rocks, och hon prydde omslaget till Maxim i oktober 2004. Hon spelade även in ledmotivet till Svampbob Fyrkant – Filmen med producenten Butch Walker. Hennes första världsturné, den två år långa Bonez Tour, inleddes i slutet av 2004. Samma år vann Lavigne två World Music Awards för 'World's Best Pop/Rock Artist' och 'World's Bestselling Canadian Artist'.
2005 blev Lavigne vinnare av tre Juno Awards från fem nomineringar, däribland 'Artist of the Year'. Hon vann även pris för 'Favorite Female Singer' vid den 18:e upplagan av Nickelodeon Kids' Choice Awards.

### 2006–08:The Best Damn Thing

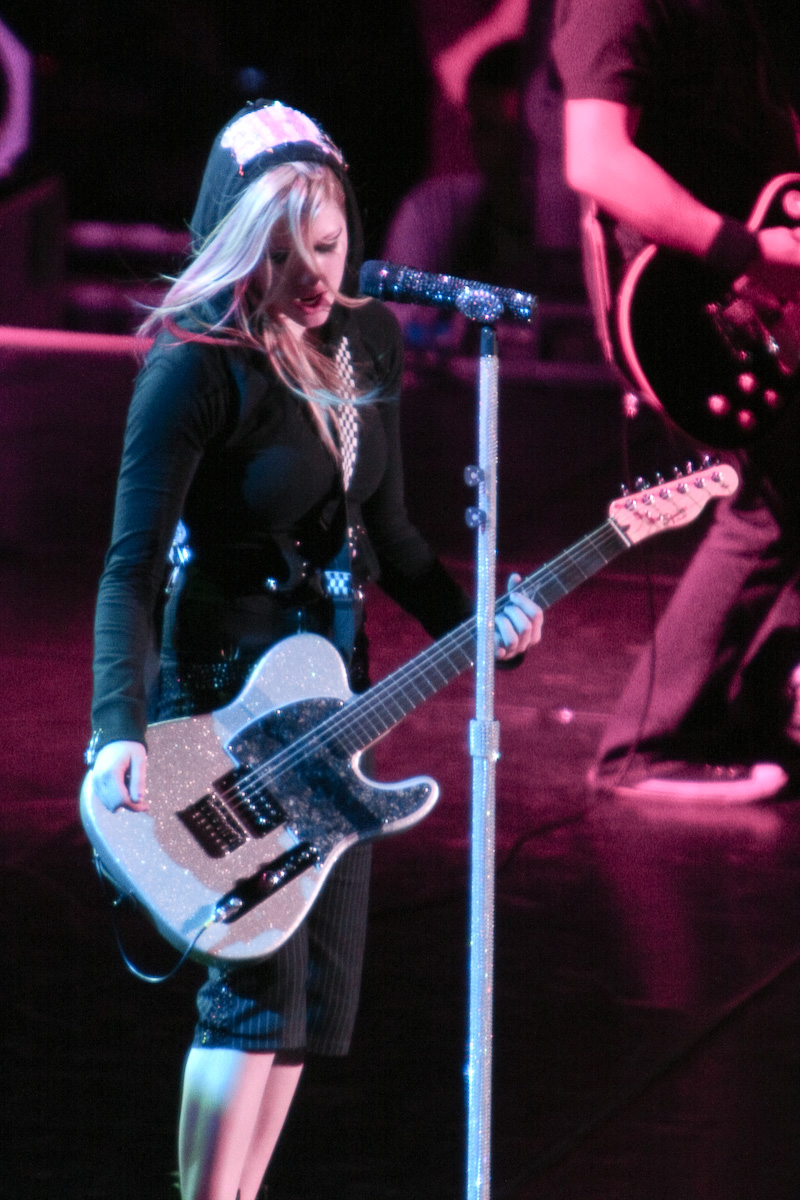
Lavigne på scen i Peking 2008.

I februari 2006 representerade Lavigne Kanada under avslutningsceremonin för de olympiska vinterspelen 2006, där hon framförde sin låt "Who Knows". Fox Entertainment Group bad Lavigne skriva en låt för soundtracket till fantasy-äventyrsfilmen Eragon från 2006, vilket resulterade i poplåten "Keep Holding On", som släpptes på singel för att marknadsföra filmen och dess soundtrack.
Lavignes tredje album, The Best Damn Thing, gavs ut i april 2007 och gick direkt in på Billboard 200-listans förstaplats. Det har senare uppnått kanadensisk platinacertifiering och sålts i 1,7 miljoner exemplar i USA. "Girlfriend" släpptes som skivans första singel och blev Lavignes första listetta på Billboard Hot 100 såväl som en av årtiondets största singlar. Singeln toppade även listorna i Australien, Japan och Kanada, och nådde andra plats i Storbritannien och Frankrike. Förutom engelska spelades "Girlfriend" in på spanska, franska, italienska, portugisiska, tyska, japanska samt mandarin. Det var den mest nedladdade låten 2007 enligt IFPI, med 7,3 miljoner nedladdningar inklusive de åtta olika språkversionerna. Den andra singeln från albumet, "When You're Gone", nådde topp 5 i Australien och Storbritannien, topp 10 i Kanada och topp 40 i USA. Den tredje singeln "Hot" nådde bara upp till plats 95 i USA men låg på topp 10 i Kanada och topp 20 i Australien.
Vid World Music Awards 2007 vann Lavigne pris för 'World's Bestselling Canadian Artist' och 'World's Best Pop/Rock Female Artist'. Hon vann även sina två första MTV Europe Music Awards och fick en Teen Choice Awards för 'Summer Single' samt fem Juno Awards-nomineringar. I december 2007 rankades Lavigne som nummer åtta på Forbes lista 'Top 20 Earners Under 25', med en årsinkomst på 12 miljoner dollar. I mars 2008 begav sig Lavigne ut på en världsturné, The Best Damn Tour, och syntes på omslaget till Maxim för andra gången. I mitten av augusti försökte Malaysiens islamistiska oppositionsparti, Parti Islam Se-Malaysia, bannlysa Lavignes show i Kuala Lumpur för att hennes scenrörelser ansågs vara "för sexiga". De menade att hennes konsert den 29 augusti skulle skicka fel signaler så nära inpå Malaysias nationaldag den 31 augusti. Den 21 augusti 2008 rapporterade MTV att konserten hade godkänts av Malaysiens regering.

### 2009–11:Goodbye Lullaby
I januari 2010 arbetade Lavigne och Disney med kläddesign inspirerad av Tim Burtons film Alice i Underlandet. Till filmen spelade hon även in den egenkomponerade låten "Alice". I februari uppträdde Lavigne under avslutningsceremonin för de olympiska vinterspelen 2010 i Vancouver. Lavignes låt "I'm with You" samplades i Rihannas låt "Cheers (Drink to That)", utgiven på Rihannas femte album Loud (2010). "Cheers (Drink to That)" gavs ut på singel det följande året, och Lavigne fick en roll i den tillhörande musikvideon. I december 2010 släppte sångerskan Miranda Cosgrove låten "Dancing Crazy", skriven av Lavigne, Max Martin och Shellback.
Lavigne påbörjade inspelningen av sitt fjärde album Goodbye Lullaby vid sitt hem i november 2008, där öppningsspåret "Black Star" skrevs för att marknadsföra hennes första parfym med samma namn. Albumet handlar enligt Lavigne mer om hennes livserfarenheter än om förhållanden, och hon har beskrivit stilen som mindre poprock än sitt tidigare material, med avseende på sin ålder. Utgivningen av Goodbye Lullaby blev fördröjd flera gånger, vilket Lavigne sa var på grund av skivbolaget. Goodbye Lullaby släpptes i mars 2011 och ledsingeln "What the Hell" i december 2010. Albumet såldes i 368 000 exemplar i USA och nominerades i kategorierna 'Album of the Year' och 'Pop Album of the Year' vid Juno Award 2012.

### 2012 och framåt:Avril Lavigne

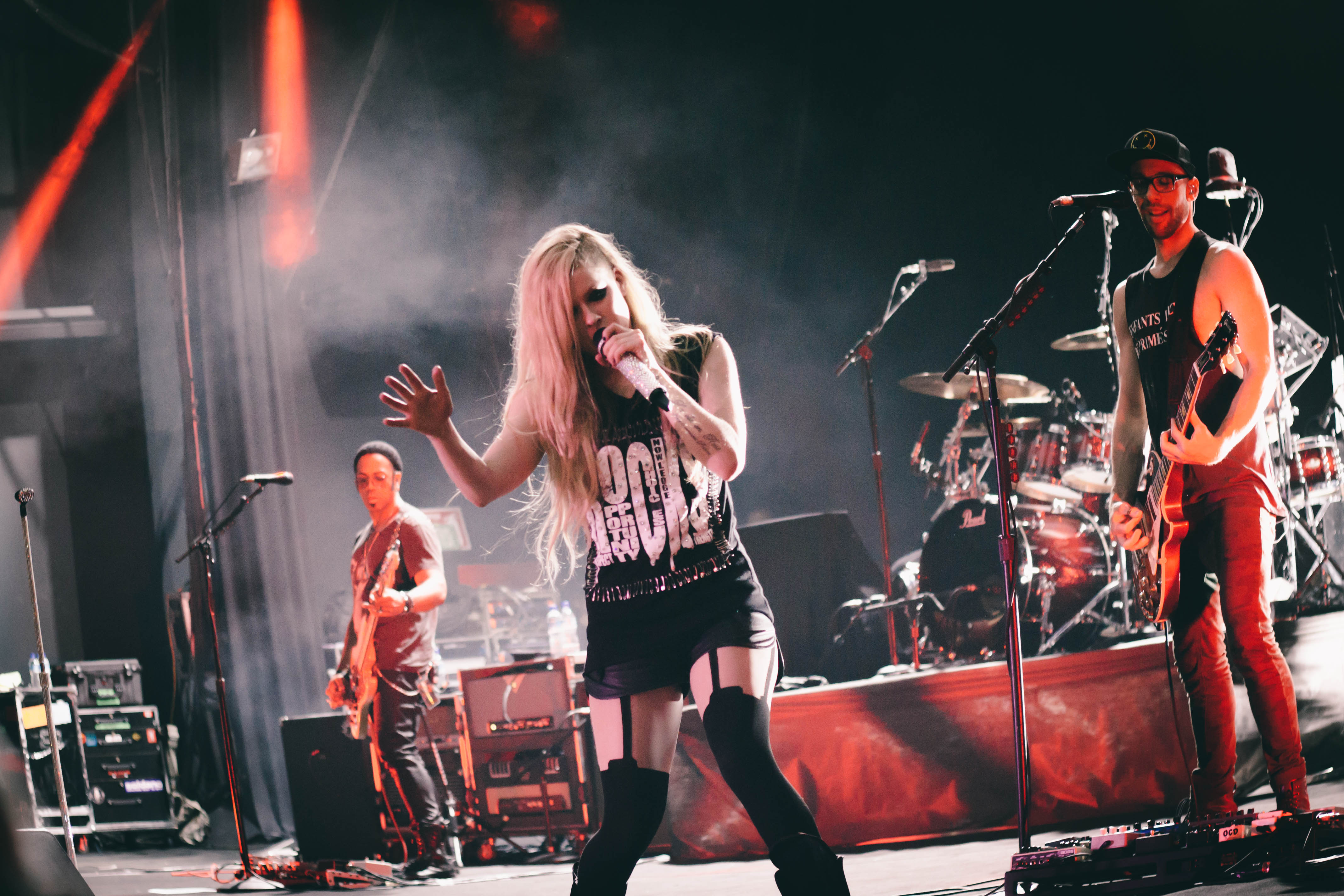
Lavigne uppträder i Brasília 2014.

Tre månader efter att Goodbye Lullaby hade släppts meddelade Lavigne att hon redan hade börjat arbeta med ett femte album, vilket hon beskrev som den musikaliska motsatsen till Goodbye Lullaby; "pop och mer kul igen". I slutet av 2011 bekräftade Lavigne att hon hade bytt skivbolag till Epic Records, ägt av L.A. Reid. Lavigne bidrog med två coverlåtar till den japanska animerade filmen One Piece Film: Z (2012): "How You Remind Me" (ursprungligen av Nickelback) och "Bad Reputation" (ursprungligen av Joan Jett).
Den första singeln från Lavignes femte album, "Here's to Never Growing Up", producerades av Martin Johnson från gruppen Boys Like Girls. Singeln släpptes i april 2013 och nådde topp 20 på Billboard Hot 100 och i Australien och Storbritannien. Den följdes upp av "Rock n Roll" i augusti 2013 och "Let Me Go" i oktober 2013, där den sistnämnda är en duett mellan Lavigne och maken Chad Kroeger, frontfigur i Nickelback. Albumet, som fick det självbetitlade namnet Avril Lavigne, gavs ut i november 2013. Det såldes i 125 000 exemplar i USA och uppnådde kanadensisk guldcertifiering. Under mitten av 2014 uppträdde Lavigne som förband åt Backstreet Boys på deras turné In a World Like This Tour och spelade vid musikfestivalen Summer Sonic i Tokyo.
I en intervju med Billboard i april 2015 nämnde Lavigne planer om att ge ut en ny singel betitlad "Fly", som släpptes den 16 april i samband med 2015 års Special Olympics World Games, och ett julalbum.

## Musikstil och teman
Lavignes musik behandlar frågor om egenmakt ur ett kvinnligt eller ungdomligt perspektiv. Hon menar att hennes låtar handlar om att "vara dig själv oavsett vad och att gå efter dina drömmar även om dina drömmar är galna och även om folk säger att de aldrig kommer att bli sanna". På debutalbumet Let Go föredrog hon de mindre mainstream-artade låtarna, såsom "Losing Grip", framför de mer radiovänliga singlarna som "Complicated" och kommenterade att "låtarna jag gjorde med the Matrix... var bra för min första skiva men jag vill inte vara så poppig längre". Lavignes andra album, Under My Skin, hade djupare personliga teman bakom varje låt. "Jag har gått igenom så mycket, så det är vad jag talar om.... Som killar, som dejting eller relationer", förklarade hon. Till skillnad från Under My Skin var hennes tredje album, The Best Damn Thing, inte personligt för henne. Hon har sagt att "en del av låtarna jag skrev betydde inte ens mycket för mig. Det är inte någon personlig grej jag går igenom" och att tanken med albumet var att bara "göra det kul". På det fjärde albumet, Goodbye Lullaby, gick Lavigne tillbaka till en mer personlig stil och beskrev det som "mer avskalat, djupare. Alla låtarna är väldigt känslosamma". Den brittiske skådespelaren Ian McKellen har definierat Lavigne som "... en punkchanteuse, en postgrunge-valkyria, med den sårade själen hos en poet och den explosiva stridslysten hos en kanadensare".
Under uppväxten lyssnade Lavigne på Blink-182, Goo Goo Dolls, Matchbox Twenty och Shania Twain, och influerades av bland andra Courtney Love och Janis Joplin. På grund av dessa influenser och hennes personliga stil har media ofta definierat henne som punk, vilket hon själv har motsatt sig. Lavignes gitarrist och nära vän, Evan Taubenfeld, har sagt att "det är ett väldigt känsligt ämne för många men poängen är att Avril inte är punk, men hon låtsades aldrig riktigt hävda att hon kom från den rörelsen. Hon hade poppunkmusik och det slutade med att media gjorde resten". Lavigne kommenterade också ämnet: "Jag har blivit benämnd som om jag är den där arga tjejen, [en] rebell... punkare, och jag är minsann inget av dem". Hon har däremot sagt att det finns punkinfluenser i musiken: "Jag tycker om att lyssna på mycket punkrock, man kan märka en viss influens av punk i min musik. Jag gillar aggressiv musik men ganska tillräckligt pop-rock, vilket är det jag verkligen gör."

## Filmkarriär
Vid sidan av musiken blev Lavigne också intresserad av att medverka i TV och film. Hon har sagt att valet var hennes eget. Även om Lavignes erfarenhet av att göra musikvideor var till hennes fördel erkände hon att sjungandet gjorde henne helt orädd för att uppträda framför kamera. Hon nämnde att framförallt videon "Nobody's Home" innehöll mest "skådespeleri". Hennes första TV-framträdande var i ett avsnitt av Sabrina tonårshäxan 2002, i vilket hon spelade "Sk8er Boi" med sitt band på en nattklubb. Hon fick senare en cameoroll i filmen Going the Distance från 2004. Huvudrollsinnehavarna stötte in i henne backstage vid Much Music Video Awards efter att hon hade spelat "Losing Grip".

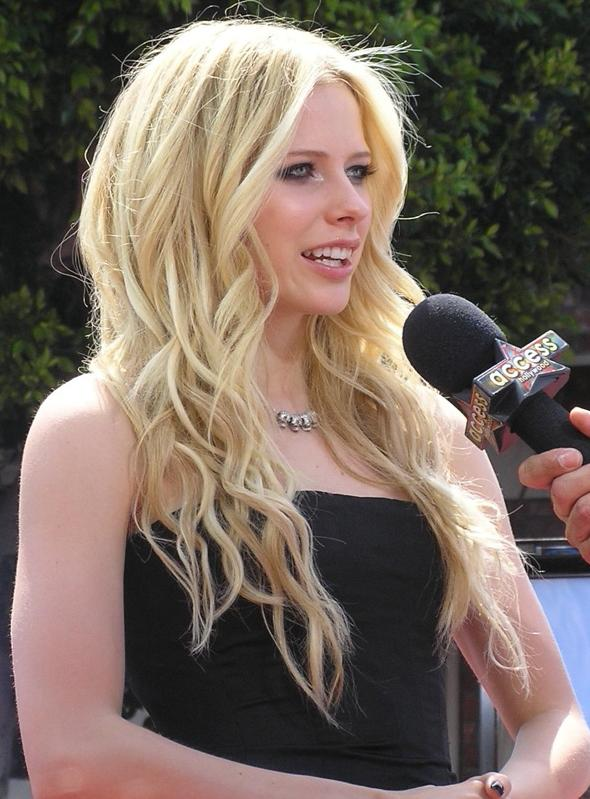
Lavigne vid filmfestivalen i Cannes 2006.

Sakta övergick hon till att medverka i långfilmer och valde mindre roller till att börja med.  I november 2005, efter att ha provspelat och fått sin roll, reste Lavigne till New Mexico för att filma en scen till filmen The Flock (2007). Hon spelade Beatrice Bell, flickvännen till en misstänkt brottsling, i sällskap av Claire Danes och Richard Gere. Gere gav henne skådespelstips mellan tagningarna. Om sin roll i The Flock har Lavigne sagt: "Jag gjorde det bara för att se hur det var och för att inte kasta mig in i [större skådespeleri] för fort". The Flock visades inte på amerikanska biografer och eftersom den inte lanserades utomlands förrän sent 2007, betraktas den inte som Lavignes debut. Filmen drog in 7 miljoner dollar på utländska biljettförsäljningar.
Lavigne filmdebuterade som röstskådespelare till en animerad karaktär i filmen På andra sidan häcken (2006), baserad på seriestripparna med samma namn. Hon gjorde rösten till pungråttan Heather. Röstinspelningen skedde helt utan interaktion med andra skådespelare. Lavigne berättade, "Alla skådespelarna gick in en och en, och [regissören] Tim och [manusförfattaren Karey] och regissörer var där med mig varje gång jag gick in och de gjorde processen så smidig; de fick mig att känna mig bekväm... Det var det som var intressant, att gå in själv utan någon annan att liksom stödja sig mot." Hon beskrev inspelningen som "enkel" och "naturlig" men slog mot mikrofonen när hon gjorde gester. "Jag använde mig av händerna konstant och, liksom, slog till mikrofonstället och gjorde oljud, så Tim och Karey var tvungna att säga åt mig att vara still.... Det är svårt att springa eller falla nerför trapporna och frambringa de ljuden ur munnen men hålla kroppen stilla." Lavigne drog slutsatsen att hon hade fått rollen som Heather på grund av sin status som rockstjärna. "[Regissören] trodde att jag skulle ge min karaktär... lite attityd". Filmen hade premiär den 19 maj 2006 och drog in 38 miljoner dollar under första veckan. Den hade senare genererat 336 miljoner globalt.
I december 2005 skrev Lavigne på för att medverka i Fast Food Nation, baserad på boken Snabbmatslandet. Filmatiseringen, som regisserades av Richard Linklater, spårar snabbmatshamburgare förorenade med kobajs till slakterierna. Lavigne spelade rollen som Alice, en high school-elev som vill släppa korna fria. Filmen hade premiär den 17 november 2006 och visades på bio i 11 veckor, med intäkter på 2 miljoner dollar globalt.
Både På andra sidan häcken och Fast Food Nation hade premiär vid filmfestivalen i Cannes 2006, som Lavigne närvarade vid. Hon kände sig hedrad att få närvara och var stolt över sitt arbete. När hon blev tillfrågad om hon skulle påbörja en filmkarriär svarade hon att hon ville ta sin tid och vänta på "de rätta rollerna och de rätta filmerna". Lavigne var medveten om rollerna hon hade valt. "Jag ville börja smått och lära mig [att] jag inte bara skulle vilja kasta mig in i en stor roll". I augusti 2006 rankade tidskriften Canadian Business henne som den sjunde bästa kanadensiska skådespelaren i Hollywood på deras årliga lista Celebrity Power List. Resultaten bestämdes genom att jämföra lön, Internethits, TV-omtalanden och presshits.

## Privatliv
Avril Lavigne gifte sig 15 juli 2006 med Deryck Whibley som är sångare i punkrockgruppen Sum 41. Den 17 september 2009 meddelade de båda att de separerar. De har dock fortsatt att arbeta tillsammans inom musiken även efter skilsmässan. 
Sedan den 1 juli 2013 är Lavigne gift med Chad Kroeger som är sångare i rockbandet Nickelback. De hade ett privat bröllop. Den 2 september 2015 meddelade Lavigne själv genom sajten Instagram att paret valt att separera efter två års äktenskap.

## Bandmedlemmar
Nuvarande
- Dan Ellis – sologitarr, bakgrundssång (2013–nutid)
- David Immerman – kompgitarr, bakgrundssång  (2013–nutid)
- Al Berry – bas, bakgrundssång  (2007–nutid)
- Steve Ferlazzo – keyboard (2007–nutid)
- Rodney Howard – trummor, slagverk (2007–nutid)

Tidigare
- Evan Taubenfeld – sologitarr, bakgrundssång  (2002–2004)
- Devin Bronson – sologitarr, bakgrundssång  (2004–2008)
- Steve Fekete – sologitarr, bakgrundssång  (2008–2013)
- Jesse Colburn – kompgitarr  (2002–2004)
- Craig Wood – kompgitarr, bakgrundssång  (2004–2007)
- Jim McGorman – kompgitarr, bakgrundssång  (2007–2013)
- Mark Spicoluk – bas, bakgrundssång  (2002)
- Charlie Moniz – bas (2002–2007)
- Matt Brann – trummor, slagverk (2002–2007)

## Diskografi
- Let Go (2002)
- Under My Skin (2004)
- The Best Damn Thing (2007)
- Goodbye Lullaby (2011)
- Avril Lavigne (2013)
- Head Above Water (2019)
- Love Sux (2022)

## Filmografi
| År   | Titel                 | Roll          | Notering                           |
| ---- | --------------------- | ------------- | ---------------------------------- |
| 2002 | Sabrina tonårshäxan   | Sig själv     | Cameoroll; framförde "Sk8er Boi"   |
| 2003 | Saturday Night Live   | Sig själv     | Säsong 28, avsnitt 9               |
| 2004 | Going the Distance    | Sig själv     | Cameoroll; framförde "Losing Grip" |
| 2004 | Saturday Night Live   | Sig själv     | Säsong 29, avsnitt 19              |
| 2006 | Fast Food Nation      | Alice         |                                    |
| 2006 | På andra sidan häcken | Heather       | Röstskådespelare                   |
| 2007 | The Flock             | Beatrice Bell |                                    |
| 2010 | American Idol         | Sig själv     | Gästdomare (Los Angeles audition)  |
| 2011 | Majors & Minors       | Sig själv     | Gästmentor                         |

## Priser och utmärkelser
| År   | Pris                    | Kategori                                                | Ref.    |
| ---- | ----------------------- | ------------------------------------------------------- | ------- |
| 2003 | Ivor Novello Awards     | International Hit of the Year ("Complicated")           | [ 108 ] |
| 2003 | Juno Awards             | New Artist of the Year                                  | [ 109 ] |
| 2003 | Juno Awards             | Pop Album of the Year (Let Go)                          | [ 109 ] |
| 2003 | Juno Awards             | Single of the Year ("Complicated")                      | [ 109 ] |
| 2003 | Much Music Video Awards | Best International Video by a Canadian ("Sk8er Boi")    | [ 110 ] |
| 2003 | Much Music Video Awards | People's Choice: Favorite Canadian Artist ("Sk8er Boi") | [ 110 ] |
| 2005 | Juno Awards             | Artist of the Year                                      | [ 109 ] |
| 2005 | Juno Awards             | JUNO Fan Choice Award                                   | [ 109 ] |
| 2005 | Juno Awards             | Pop Album of the Year (Under My Skin)                   | [ 109 ] |